# Vodkanarancs
A vodkanarancs kevert ital. Összetevői: vodka és narancslé, mely lehet akár szénsavas, akár rostos. Ezen alapanyagok ízlés szerinti keverése alkotja a vodkanarancsot. A Nemzetközi Bartender Szövetség (IBA) által megállapított arányuk 1:2, de gyengébb minőségű alapanyagok esetén akár 2-3-szor több narancslevet használnak
Világszerte elterjedt neve „Screwdriver” (csavarhúzó).